# Jean Nguza Karl-i-Bond
Jean Nguza Karl-i-Bond (Musumba, 4 agosto 1938 – Kinshasa, 27 luglio 2003) è stato un politico della Repubblica Democratica del Congo.
È stato Primo ministro della Repubblica Democratica del Congo dall'agosto 1980 all'aprile 1981, come commissario dello Stato della Repubblica di Zaire, e nuovamente dal novembre 1991 all'agosto 1992.